# Siriella watasei
Siriella watasei är en kräftdjursart som beskrevs av Nakazawa 1910. Siriella watasei ingår i släktet Siriella och familjen Mysidae. Inga underarter finns listade i Catalogue of Life.